# ماكس جوليان
ماكس جوليان (بالإنجليزية: Max Julien)‏ هو ممثل أمريكي، ولد في 1934 في الولايات المتحدة.

## وصلات خارجية
- ماكس جوليان على موقع IMDb (الإنجليزية)
- ماكس جوليان على موقع ميوزك برينز (الإنجليزية)
- ماكس جوليان على موقع إن إن دي بي (الإنجليزية)
- ماكس جوليان على موقع قاعدة بيانات الفيلم (الإنجليزية)